# Salines de Sečovlje

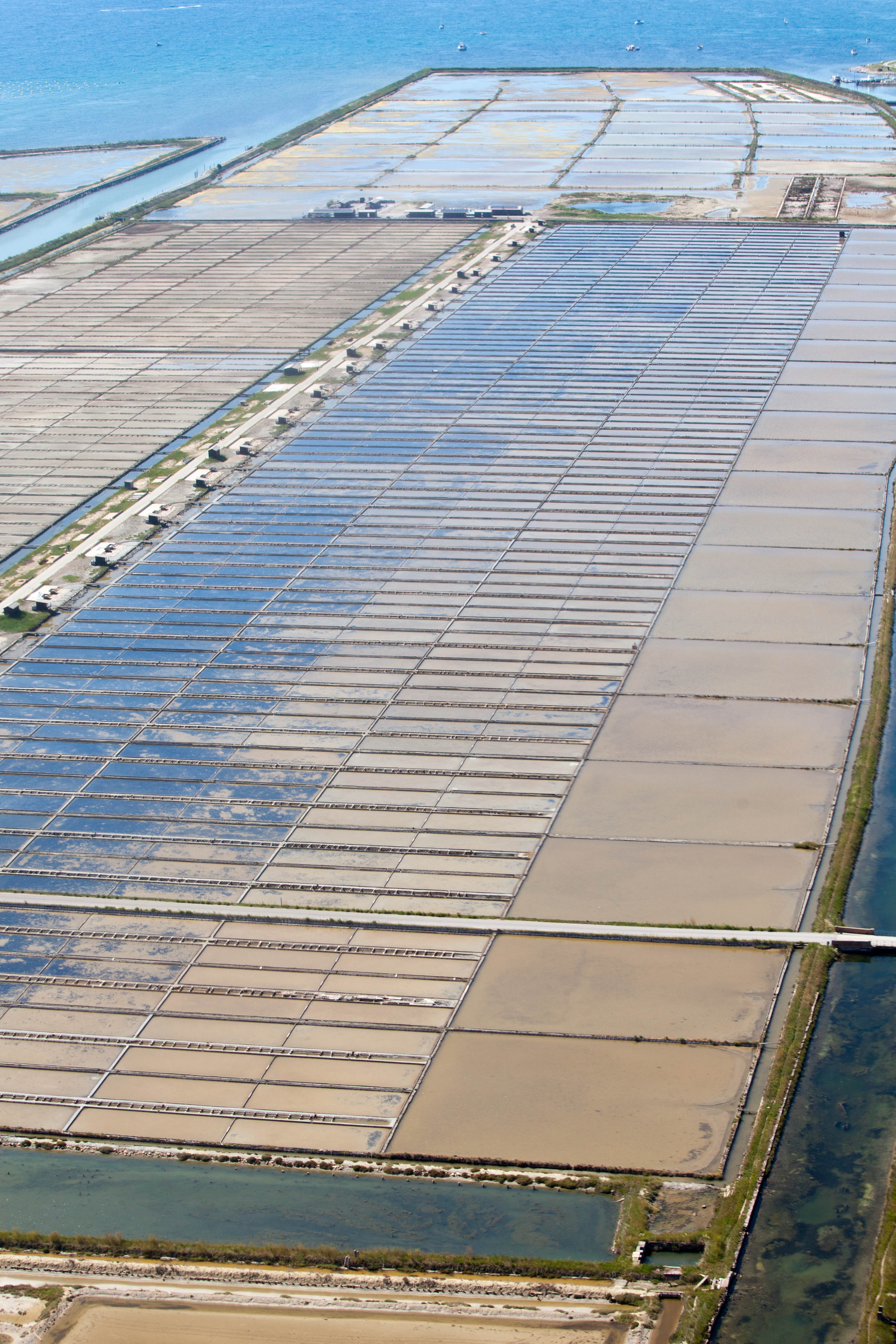
Salines de Sečovlje

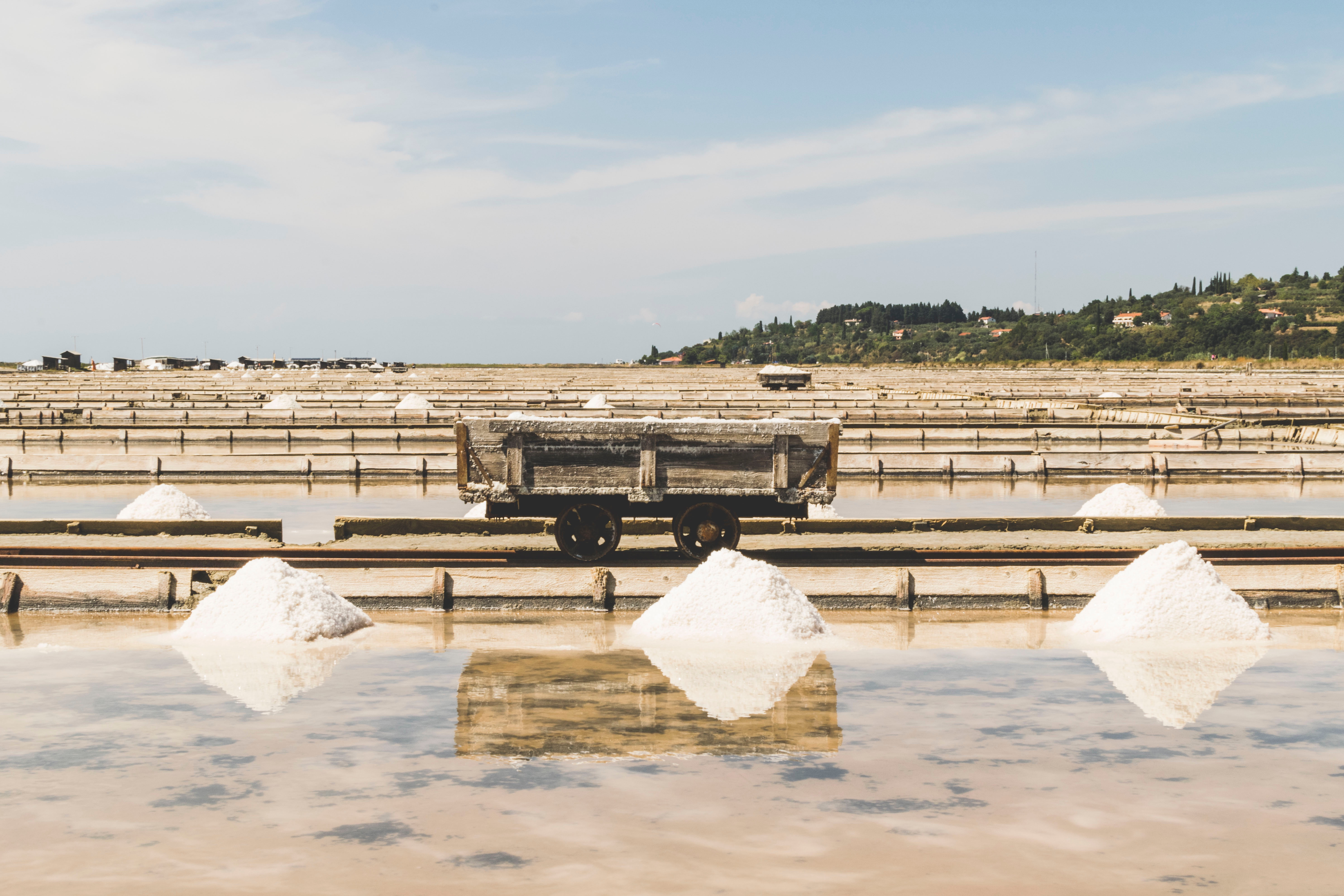
Salines de Sečovlje

Les salines de Sečovlje (en slovène Sečoveljske soline ; en italien : Saline di Sicciole) est le plus grand marais salant de Slovénie. Avec les salines de Strunjan (sl), elles constituent la saline la plus septentrionale de la Méditerranée et l'une des rares où le sel est encore produit de manière traditionnelle, ainsi qu'une zone humide d'importance internationale et un lieu de reproduction pour les oiseaux aquatiques. Ils font partie des salines de Piran et sont situés à Parecag en Istrie slovène, au sud-ouest du pays, sur la mer Adriatique, le long de l'embouchure de la rivière Dragonja près de Sečovlje.
Les salines sont en activité depuis le XIIIe siècle. De nos jours, la production de sel est poursuivie afin de préserver le patrimoine naturel et culturel. La zone des salines et la péninsule de Seča ont été déclarées Parc paysager des salines de Sečovlje. Le Musée de la fabrication du sel de Sečovlje a reçu le prix Europa Nostra, décerné par l'Union européenne aux initiatives exceptionnelles pour la préservation du patrimoine culturel en 2003, la première organisation slovène à être récompensée. Le sel produit dans les salines est commercialisé sous le nom de sel de Piran (en slovène: Piranska sol) et bénéficie d'une appellation d'origine protégée dans l'Union européenne.
En 1993, les salines ont été inscrites sur la liste des zones humides d'importance internationale de Ramsar. La zone humide couvre 650 hectares à l'embouchure de la Dragonja.

## Flore
Les halophytes, plantes qui nécessitent de fortes concentrations de sel pour leur croissance, revêtent une importance particulière, parmi lesquelles Salicornia europea, Arthrochnemum fruticosum, Halimione portulacoides, Limonium angustifolium, Artemisia caerulescens, Suaeda maritima et la salicorne dorée (Inula crithmoides).

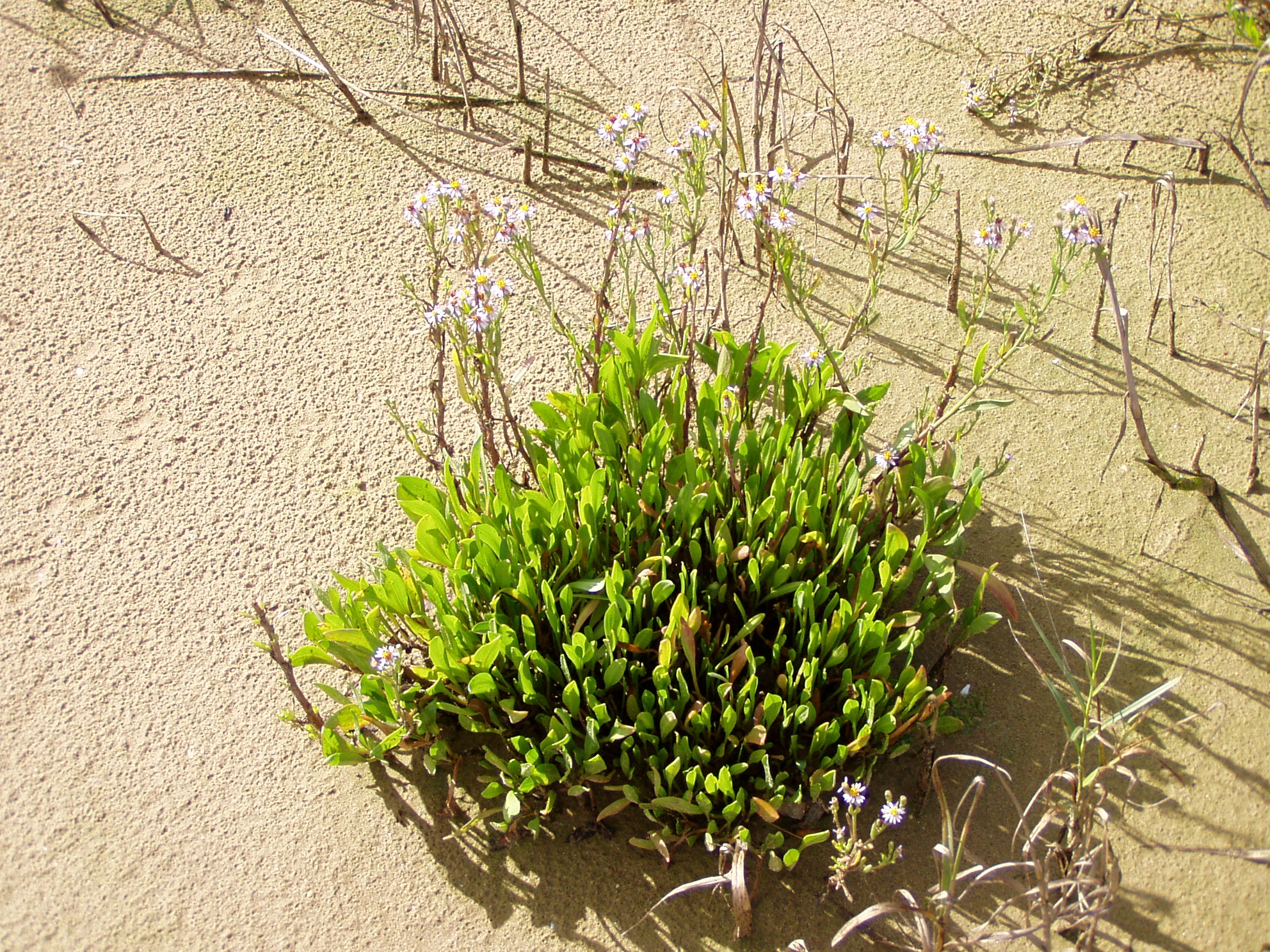
Limonium angustifolium
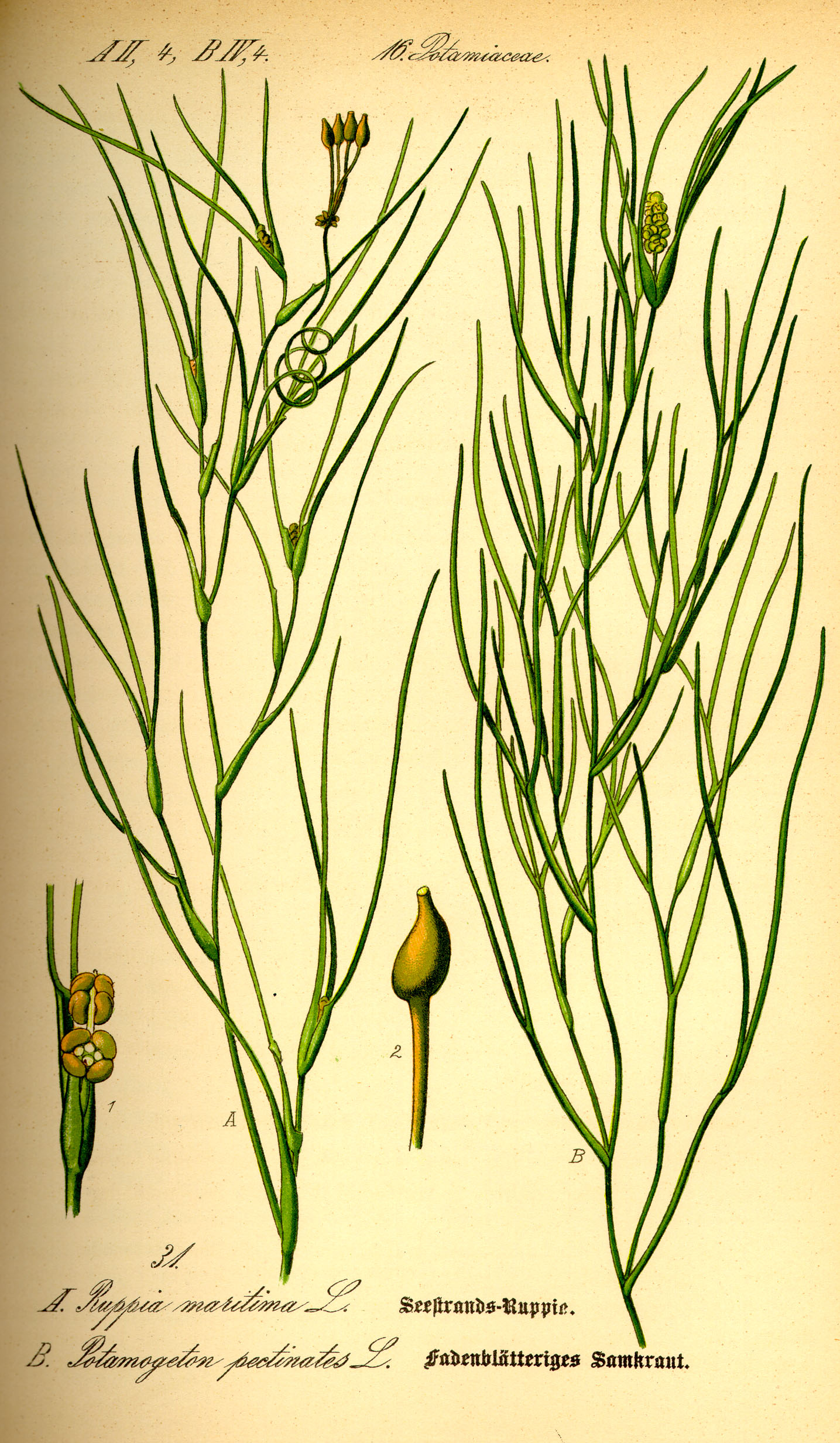
Ruppia maritima pousse dans des canaux fermés avec de l'eau plus profonde et salée.
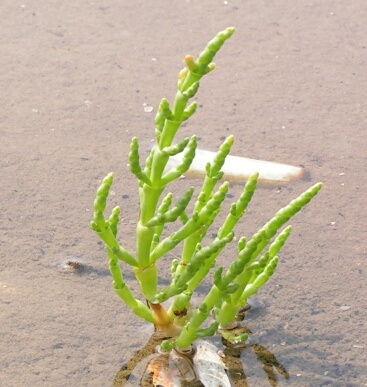
Parfois, la communauté pionnière de Salicornia europea recouvre un bassin de saline.
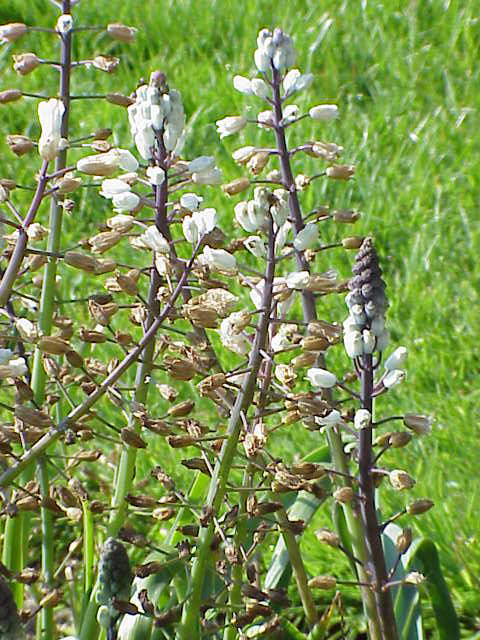
Les salines de Sečovlje sont le seul lieu de culture slovène de Bellevalia romana.

## Faune
Plus de 280 espèces d'oiseaux ont été observées dans les salines de Sečovlje, dont au moins quatre ont leur seul lieu de nidification ici. Les salines abritent de nombreux invertébrés, comme des crevettes et des coquillages, ainsi que des vertébrés. Parmi les insectes, les espèces d'abeilles Tetraloniella nana et Pseudoapis bispinosa, ainsi que la punaise Dimorphopterus blissoides ont été trouvées dans les salines de Sečovlje. Parmi les vertébrés, on trouve la musaraigne étrusque (Suncus etruscus), le lézard des murines d'Italie (Podarcis sicula) et le petit murin (Myotis blythii).

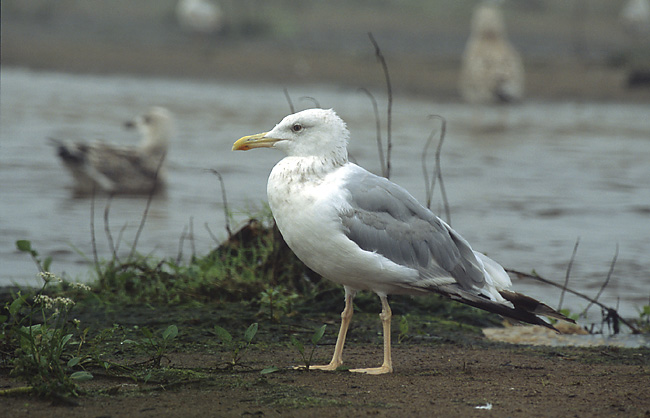
Goéland leucophée (Larus michahellis)
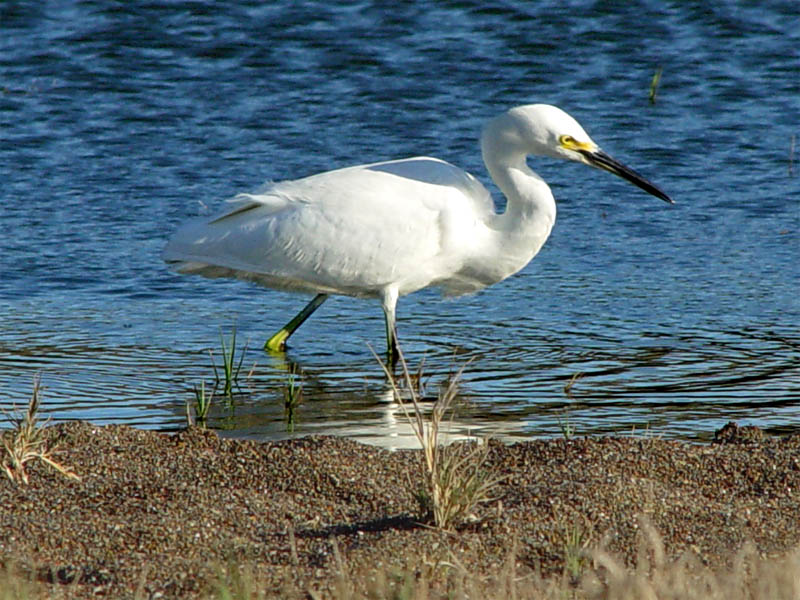
L'aigrette garzette est l'espèce d'aigrette la plus commune et le symbole des salines de Sečovlje.
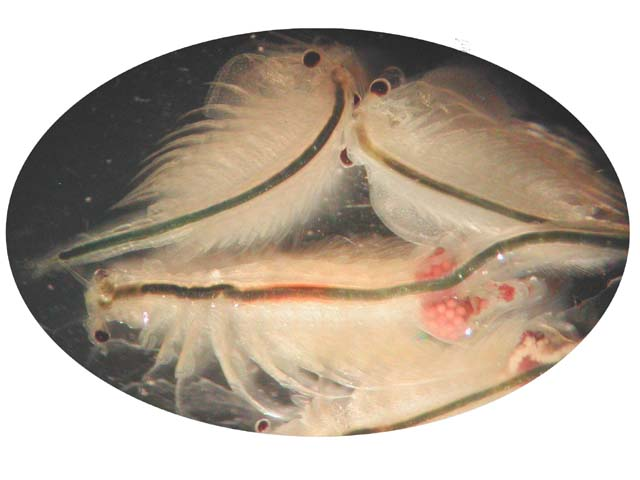
Un certain nombre d'animaux aquatiques, par exemple l'artémia Artemia salina, vivent dans les salines de Sečovlje.